# Università di Concepción
L'Università di Concepción (in spagnolo Universidad de Concepción, conosciuta anche con il suo acronimo UdeC) è un'università del Cile, il cui campus centrale è situato nella zona centrale della città di Concepción, è una delle tre principale istituzioni accademiche del Cile e il suo prestigio internazionale la colloca tra le più importanti del Sudamerica. 
L'Università di Concepción è stata fondata nel 1919 ed è la terza università più antica del paese.

## Storia

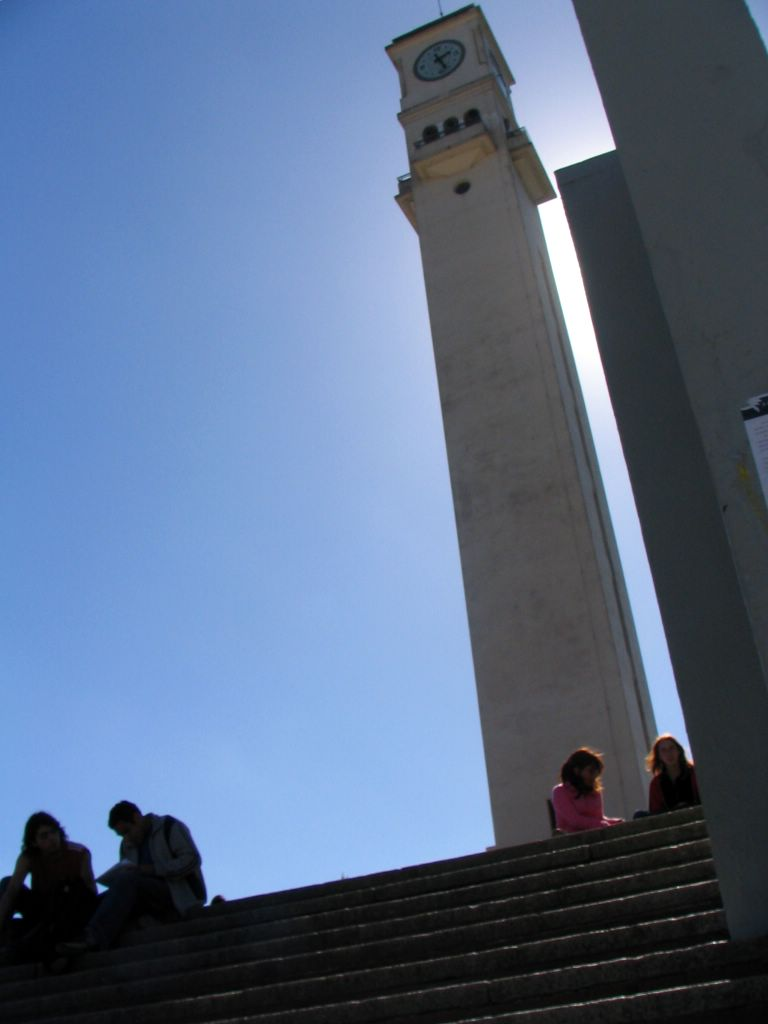
Campanil UdeC

Nel 1917, un gruppo di cittadini illustri della città decise di creare una "commissione", con l'obiettivo di fondare un'università e un ospedale. La commissione iniziò a lavorare al progetto di legge che venne presentato al Congresso per la fondazione delle università e che venne in seguito approvato.
La data di fondazione ufficiale è il 14 maggio 1919, l'ospedale divenne in seguito la Facoltà di Medicina dell'Università. Enrique Molina Garmendia, all'epoca direttore del liceo della città (attuale Liceo Enrique Molina) e membro del gruppo dei fondatori, divenne il primo rettore.
Nel mese di aprile 1924 iniziò l'attività della Scuola di Medicina presso la Facoltà di Scienze. Alla fine del 1926 venne istituita la Facoltà di Medicina. La Facoltà d'Infermeria ha iniziato i suoi primi passi nel mese di agosto 1947. Il Comitato Centrale della Carità, su iniziativa del dottor Ignacio Gonzalez Ginouvés, tracciò le fondamenta della creazione.
Nel 1944 venne completata la costruzione della torre dell'orologio (il Campanil), che sarebbe diventato il simbolo della università.

## Organizzazione

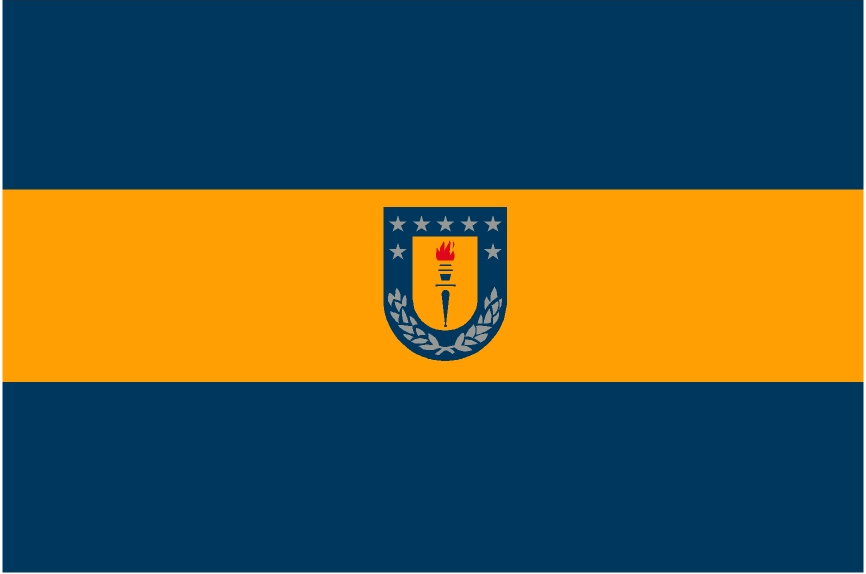
Bandiera dell'Università di Concepción

L'Università di Concepción ha tre sedi: Los Ángeles, Chillán e Concepción (sede centrale). Mentre le sedi di Chillan e Concepción hanno un status di campus, la sede di Los Angeles ha il rango di Unità Accademica, anche se vi sono progetti di riconoscimento come un campus.

### Campus Concepción
L'Università si trova nel quartiere universitario della città. Tutto il campus Concepción dell'UdeC è chiamato Città Universitaria, il luogo di nascita culturale della città e settore tradizionale penquista. Ci sono musei, una pinacoteca, sculture, parchi e piazze, e così via.

### Campus Chillán
Creato nel 1955, con il sostegno delle Nazioni Unite, OEA, alcune università in Europa e negli Stati Uniti, ha la missione di sviluppare al più alto livello Scienze agrarie. Al momento attuale, il Campus Chillan ha tre collegi e una popolazione di circa 1000 studenti, più di 100 studiosi e circa 250 amministrative proporzione che garantisce attenzione e la preoccupazione costante di fornire ogni studente con la più alta eccellenza accademica.

### Campus Los Angeles
L'Unità accademica Los Angeles dell'Università di Concepción, è nata nel 1962 su richiesta della comunità della Provincia del Bíobío al rettore David Stitchkin Branover e contributi da parte dello Stato il Vice Manuel Vasquez Rioseco.
Esso è attualmente composto da una comunità studentesca del 1300 studenti e l'equivalente di 35 insegnanti a tempo pieno, più insegnanti di lavoro a tempo parziale per le varie razze che vengono insegnate.

## Statistiche
Nel 2017, l'UdeC ha contato ben 25.033 alunni nei corsi di laurea e 2.439 alunni di corsi postlaurea. Il totale di docenti della UdeC è di 1.313; in questa università si produce una parte importante della ricerca nel paese.